# Варіації на тему Шопена (Рахманінов)
Варіації на тему Шопена op. 22 — твір Сергія Рахманінова для фортепіано, написаний в 1902–1903 роках. Являє собою 22 варіації на тему Прелюдії до мінор op. 28 № 20 Ф. Шопена.
Рахманінов почав працювати над твором у серпні 1902 року у своєму іменні Івановка, що неподалік Тамбова, і в лютому 1903 р. завершив роботу над рукописом. Прем'єра відбулася 10 лютого 1903 року в Москві у виконанні автора. Варіації присвячені Теодору Лешетицькому.

## Структура
- Тема: Largo, 9 тактів
- I: Moderato (66 bpm), 8 тактів
- II: Allegro (122 bpm), 8 тактів
- III: 132 bpm, 8 тактів
- IV: 132 bpm, 24 тактів на 3/4
- V: Meno mosso (92 bpm), 8 тактів
- VI: Meno mosso (64 bpm), 12 тактів на 6/4
- VII: Allegro (120 bpm), 8 тактів
- VIII: 120 bpm, 8 тактів
- IX: 120 bpm, 8 тактів
- X: Più vivo (144 bpm), 14 тактів
- XI: Lento (44 bpm), 14 тактів на 12/8
- XII: Moderato (60 bpm), 32 тактів
- XIII: Largo (52 bpm), 16 тактів
- XIV: Moderato (72 bpm), 24 тактів на 4/4 і один такт на 2/4.
- XV: Allegro scherzando (132 bpm), 45 тактів на 12/8 в тональності f-moll.
- XVI: Lento (54 bpm), 14 тактів в тональності f-moll.
- XVII: Grave (46 bpm), 18 тактів на 3/4 в тональності b-moll.
- XVIII: Più mosso, 12 тактів в тональності b-moll.
- XIX: Allegro vivace, 35 тактів в тональності A-dur.
- XX: Presto 108 тактів на 3/4 в тональності A-dur.
- XXI: Andante 24 такти в тональності Des-dur потім 29 тактів на 3/4 в тональності C-dur у швидшому темпі (Più vivo, 100 bpm).
- XXII: Maestoso (100 bpm) 82 тактів на 3/4 в тональності C-dur. Потім 9 тактів на Meno mosso і 19 тактів Presto.